# Temporada 2006-2007 del Club Joventut Badalona
La temporada 2006-2007 va ser la 68a temporada en actiu del Club Joventut Badalona des que va començar a competir de manera oficial. La Penya va disputar la seva 51a temporada a la màxima categoria del bàsquet espanyol. Va acabar la fase regular en la 3a posició, classificant-se per a disputar els play-offs pel títol, una posició similar a l'aconseguida a la temporada anterior. Va competir a totes les competicions possibles, incloent l'Eurolliga.

## Resultats
Eurolliga
El DKV Joventut va disputar aquesta temporada l'Eurolliga de bàsquet. Va superar la primera fase acabant tercera del seu grup, just per darrere del Panathinaikos, que va acabant guanyant la competició, i del Maccabi Tel Aviv, i per davant d'altres cinc equips: Unicaja Màlaga, Lottomatica Roma, KK Partizan Belgrad, KK Cibona Zagreb i KK Olimpia Ljubljana. No va poder superar en canvi la segona fase, quedant quarta de grup per darrere del CSKA, l'Olympiacos i el Partizan de Belgrad.
Lliga ACB
A la Lliga ACB finalitza la fase regular en la tercera posició de 18 equips participants, classificant-se per disputar els play-offs pel títol. En 34 partits disputats de la fase regular va obtenir un bagatge de 23 victòries i 11 derrotes, amb 2.736 punts a favor i 2.575 en contra (+161).
Play-offs
El DKV va eliminar el Gran Canària Dunas als quarts de final en cinc partits (3-2), però va perdre a les semifinals davant del Reial Madrid (3-2).
Copa del Rei
La Penya va arribar fins a les semifinals en l'edició de la Copa d'aquesta temporada celebrada a Màlaga. A quarts de final es va desfer de l'Akasvayu Girona per 82 a 84, i a semifinals va caure davant del Winterthur FCB per 70 a 84.
Supercopa
El Joventut va quedar eliminat a semifinals de la Supercopa al perdre davant l'Unicaja per 74 a 66.
Lliga Catalana
A la Lliga Catalana, disputada a Girona, el DKV Joventut va caure eliminat a les semifinals davant l'equip amfitrió, l'Akasvayu, per 90 a 75.

## Plantilla
La plantilla del Joventut aquesta temporada va ser la següent:
| Club Joventut Badalona: plantilla 2006-07 |                    |            |      |
| #                                         | Jugador            | Pos.       | A.   |
| 4                                         | Marcelinho Huertas | Base       | 1.91 |
| 5                                         | Rudy Fernández     | Aler       | 1.96 |
| 6                                         | Elmer Bennett      | Base       | 1.83 |
| 9                                         | Paco Vázquez       | Escorta    | 1.90 |
| 10                                        | Robert Archibald   | Pivot      | 2.12 |
| 11                                        | Lubos Barton       | Aler       | 2.02 |
| 12                                        | Roberto Dueñas     | Pivot      | 2.21 |
| 15                                        | Drew Sullivan      | Aler pivot | 2.03 |
| 18                                        | Ferran Laviña      | Escorta    | 1.92 |
| 20                                        | Dimitri Flis       | Aler pivot | 2.03 |
| 32                                        | Ricky Rubio        | Base       | 1.89 |
| 32                                        | Charles Gaines     | Aler pivot | 2.02 |
| 32                                        | Andrew Betts       | Pivot      | 2.17 |

| Club Joventut Badalona: staff 2006-07 |                      |
| Nom                                   | Funció               |
| Aíto García Reneses                   | Entrenador           |
| Sito Alonso                           | Entrenador assistent |

| Jugadors del planter amb minuts al 1r equip |            |         |      |              |
| #                                           | Jugador    | Pos.    | A.   | Participació |
| 24                                          | Henk Norel | Pivot   | 2.12 | 1 partit     |
| 33                                          | Pau Ribas  | Escorta | 1.94 | 1 partit     |

### Baixes
| Baixes a l'inici de temporada |       |
| Jugador                       | Pos.  |
| Álex Mumbrú                   | Aler  |
| Jesse Young                   | Pivot |
| Randy Holcomb                 | Aler  |